# Jiftach
Jiftach (hebrejsky יִפְתָּח, anglicky Yiftah) je vesnice typu kibuc v Izraeli, v Severním distriktu, v Oblastní radě ha-Galil ha-Eljon (Horní Galilea).

## Geografie
Leží v nadmořské výšce 430 metrů v severním výběžku Horní Galileji, na severním okraji nahorní terasy Bik'at Kedeš (údolí Kedeš), která dál k severu odtud přechází do vysočiny Naftali. Východně od vesnice terén prudce spadá do Chulského údolí, do kterého sestupuje jižně od obce i hluboký kaňon vádí Nachal Kedeš. Kibuc je jen 2 kilometry vzdálen od hranice s Libanonem.
Vesnice se nachází cca 27 kilometrů severně od břehů Galilejského jezera, cca 8 kilometrů jihojihozápadně od města Kirjat Šmona, cca 38 kilometrů severně od Tiberiasu, cca 137 kilometrů severovýchodně od centra Tel Avivu a cca 63 kilometrů severovýchodně od centra Haify. Je situována v zemědělsky intenzivně využívaném pásu. Jiftach obývají Židé, přičemž osídlení v tomto regionu je zcela židovské. Výjimkou je vesnice Richanija cca 10 kilometrů jihozápadním směrem, kterou obývají izraelští Čerkesové. Hornatý region centrální Galileji, ve kterém mají demografickou převahu izraelští Arabové, leží dále k jihozápadu.
Jiftach je na dopravní síť napojen pomocí lokální silnice číslo 886, která sleduje izraelsko-libanonskou hranici. Z ní k východu odbočuje lokální silnice číslo 899, která klesá do Chulského údolí, kde ústí do dálnice číslo 90.

## Dějiny
Jiftach byl založen v roce 1948. K založení došlo v srpnu 1948 během příměří ve válce za nezávislost. Tento region byl krátce předtím dobyt izraelskými jednotkami v rámci Operace Jiftach. Jeho zakladateli byla skupina bojovníků jednotek Palmach, kteří v tomto regionu bojovali v Brigádě Jiftach během války za nezávislost v roce 1948.
V roce 1952, kdy došlo k rozkolu v organizaci ha-Kibuc ha-Meuchad, se část členů Jiftach odstěhovala do kibucu Gadot. Kvůli tomuto rozkolu zůstalo dočasně v kibucu jen 45 členů. Následoval ale příchod nových osadnických skupin, díky čemuž se populace vesnice stabilizovala.
Ekonomika kibucu Jiftach je založena na zemědělství a průmyslu. Obec se zabývá produkcí vína, pěstuje ovoce a obilí a má i živočišnou výrobu. V kibucu fungují zařízení předškolní péče. Základní a střední škola je v Kfar Blum. Je zde k dispozici lékařská a zubní ordinace, poštovní úřad, veřejná knihovna, obchod a sportovní areály.

## Demografie
Obyvatelstvo kibucu Jiftach je většinově sekulární. Podle údajů z roku 2014 tvořili naprostou většinu obyvatel v kibucu Jiftach Židé (včetně statistické kategorie "ostatní", která zahrnuje nearabské obyvatele židovského původu ale bez formální příslušnosti k židovskému náboženství).
Jde o menší sídlo vesnického typu se stagnující populací. K 31. prosinci 2014 zde žilo 488 lidí. Během roku 2014 populace klesla o 1,6 %.
| Rok            | 1948 | 1961 | 1972 | 1983 | 1995 | 2001 | 2003 | 2004 | 2005 | 2006 | 2007 | 2008 | 2009 | 2010 | 2011 | 2012 | 2013 | 2014 |
| -------------- | ---- | ---- | ---- | ---- | ---- | ---- | ---- | ---- | ---- | ---- | ---- | ---- | ---- | ---- | ---- | ---- | ---- | ---- |
| Počet obyvatel | 167  | 134  | 256  | 455  | 495  | 465  | 484  | 477  | 505  | 499  | 546  | 580  | 476  | 513  | 505  | 510  | 496  | 488  |